# Хансен, Туммас Эли
Туммас Эли Хансен (фар. Tummas Eli Hansen; род. 11 февраля 1966, Фарерские острова) — фарерский футболист, игравший на позиции защитника. Известен по выступлениям за команду «Б-36» и сборную Фарерских островов, участник первого победного официального матча сборной Фарерских островов против Австрии. По профессии — электрик.